# John Jeremiah McRaith
John Jeremiah McRaith (* 6. Dezember 1934 in Hutchinson, Minnesota; † 19. März 2017) war ein US-amerikanischer Geistlicher und römisch-katholischer Bischof von Owensboro.

## Leben
John Jeremiah McRaith studierte Philosophie und Theologie am St.-Bernard-Seminar in Dubuque (Iowa) und empfing am 21. Februar 1960 die Priesterweihe. Er war Kanzler und Generalvikar des Bistums New Ulm sowie von 1971 bis 1978 Direktor der National Catholic Rural Life Conference.
Papst Johannes Paul II. ernannte ihn am 23. Oktober 1982 zum Bischof von Owensboro. Die Bischofsweihe spendete ihm der Erzbischof von Louisville, Thomas Cajetan Kelly OP, am 15. Dezember desselben Jahres; Mitkonsekratoren waren Henry Joseph Soenneker, emeritierter Bischof von Owensboro, und Raymond Alphonse Lucker, Bischof von New Ulm.
Am 5. Januar 2009 nahm Papst Benedikt XVI. seinen Rücktritt aus gesundheitlichen Gründen an.